# Galeão (bairro)
Galeão é um bairro localizado na Ilha do Governador, no município do Rio de Janeiro, no Brasil. Destaca-se por abrigar o Aeroporto Tom Jobim e diversas instalações da Aeronáutica. Possui uma área de 1 895,74 hectares, sendo, assim, o maior bairro da Ilha do Governador. Seu índice de desenvolvimento humano, no ano 2000, era de 0,778, o 102º colocado entre 126 regiões analisadas no município do Rio de Janeiro.
Faz limite com os bairros Portuguesa e Jardim Guanabara. Em 5 de abril de 2013, foi criada a Associação de moradores do Galeão - AMOG, com base no Decreto nº 26 938, de 24 de agosto de 2006, e Lei 10 257, de 10 de junho de 2001.
Parte do bairro é ocupado por quartéis, instalações militares e uma grande reserva florestal, remanescente da vegetação primitiva, situada no morro do Limão, pertencente à Aeronáutica. As principais vias do bairro são a estrada do Galeão (principal acesso à Ilha), a estrada das Canárias e a avenida Brás Crispino (alternativa para os bairros ao norte da Ilha). 
Na orla, as praias de São Bento e do Belo Jardim possuem quiosques, sendo frequentadas pelo público, apesar da poluição da Baía de Guanabara. Na extremidade norte do litoral do Galeão, fica a localidade de Tubiacanga, corruptela de tapyacanga, de tapy ("tapir") e acanga ("cabeça"), portanto a "cabeça do tapir", devido ao formato da praia e da ponta homônimas. 
Predominam moradias simples, colônia de pescadores e restaurantes de peixes/frutos do mar. Seu acesso é pela estrada de Tubiacanga, contornando a cabeceira das pistas do Aeroporto Internacional do Rio de Janeiro-Galeão.

## História

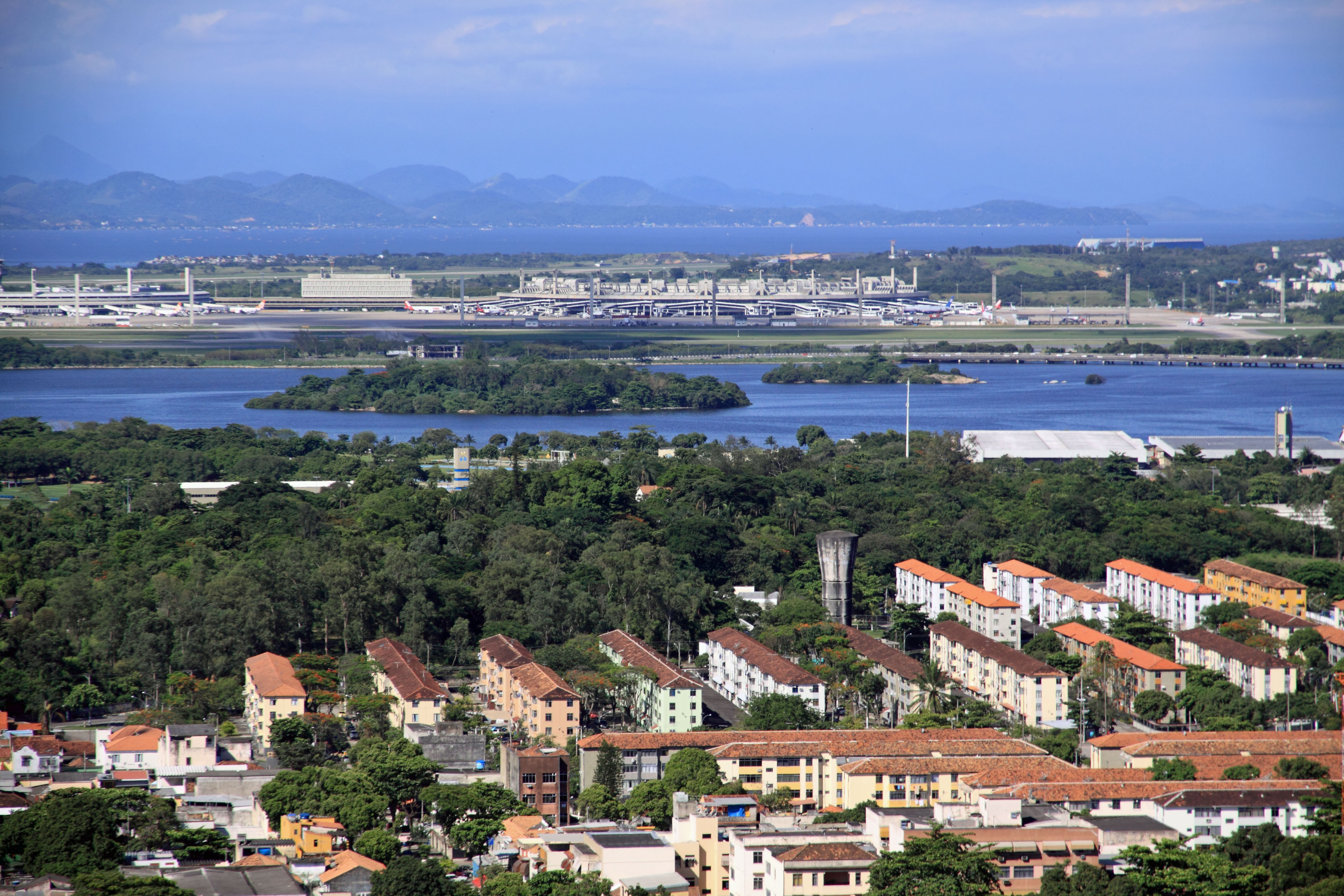
O Aeroporto Internacional do Rio de Janeiro-Galeão (ao fundo) visto a partir da Igreja da Penha

A toponímia do bairro deve-se à chamada Ponta do Galeão, assim denominada por ali ter sido localizado o estaleiro que, no século XVII, construiu o Galeão Padre Eterno, na época o maior navio do mundo, pelo governador Salvador Correia de Sá e Benevides. Sua área compreendia a ponta do Galeão, a praia do Galeão e diversas praias com enseadas ao norte da Ilha de Governador, como as das Flecheiras, Porto Santo, Itacolomi (com o saco de Itacolomi) e da Tubiacanga. 
O Galeão fez sua primeira viagem atravessando o oceano Atlântico em 1665 e, chegando a Lisboa, impressionou os governantes portugueses por seu porte e qualidade. 
A Ilha do Governador, anteriormente chamada de Maracajás, do Gato ou Paranapuan, recebeu essa denominação por ter sido terra inicialmente de Salvador Correia de Sá, governador do Rio de Janeiro por volta de 1568. No século XVIII, essa parte ocidental da ilha foi doada aos Beneditinos, que construíram a próspera fazenda de São Bento, maior e mais bem organizada do que as anteriores. No século XIX, dom João VI escolheu a área como campo de caça e cria, por decreto em 1811, a "Coutada Real". 
Foi edificado um palacete para abrigar a família real. Em 1821, por decisão do príncipe regente dom Pedro I, a caça foi liberada a qualquer pessoa, o que dizimou a fauna da região. Em 1888, implantou-se, na área, uma Colônia de Alienados. O pai do escritor Lima Barreto viria a ser um de seus diretores. Com o advento da República, foi declarada de utilidade pública a parte ocidental da ilha, que vai até os limites das fazendas de São Bento e Santa Cruz.  
O governo federal assinou decreto em 1918 doando, à união, os terrenos e edifícios da Colônia de Alienados, onde posteriormente seria implantada a escola correcional João Luis Alves, que passaria depois à gestão da Funabem. Atualmente, junto à escola, existe o Centro Municipal de Atendimento Social Integrado Stella Maris (CEMASI).
Em 1920, a aviação naval foi instalada no Galeão, recebendo aviadores famosos como os italianos Arturo Ferrarin e Carlo del Prete (este, vítima fatal de um acidente no local).
No governo Getúlio Vargas, foram assinados vários decretos cedendo a parte ocidental da ilha às instalações da Aeronáutica. O ministro Salgado Filho deu novas dimensões à Base do Galeão, projetando a ponte que ligaria a Ilha à Avenida Brasil, inaugurada em janeiro de 1948, com a colaboração do prefeito Mendes de Morais. As áreas desapropriadas para a Base Aérea e o Aeroporto, mais os depósitos de munições, chegaram a totalizar 14 milhões de metros quadrados (sendo 33 milhões a superfície da Ilha). Entre os morros apossados pelo Estado, figuravam os dos herdeiros de Augusto Salgado, Políbio dos Santos e Emanuel Cresta. Figuram, como acidentes geográficos desaparecidos, a praia das Flecheiras, o saco de Itacolomi, os morros de Tubiacanga, Caricó e Itacolomi, modificando completamente a orla ocidental da Ilha do Governador. Em 1952, entra, em operação, o Aeroporto do Galeão, com novo local para embarque e desembarque, substituindo a precária recepção existente até os anos 1950. Em 20 de janeiro de 1977, foi inaugurado o atual terminal de passageiros número 1, que agregou o que havia de mais moderno e atual na época. Para acessá-lo, foi construída a avenida Vinte de Janeiro, com viaduto sobre a estrada do Galeão, interligada à nova ponte ligando a Ilha à avenida Brigadeiro Trompowsky. A ampliação das pistas em direção nordeste aterrou e terraplanou grandes áreas ao norte da Ilha, dando feição ao atual contorno da orla norte/ocidental. Em 20 de julho de 1999, foi inaugurado o terminal de passageiros número 2, duplicando a capacidade do Aeroporto Internacional do Rio de Janeiro, que, com 17,88 quilômetros quadrados de área, recebe todos os voos internacionais e grande parte dos nacionais que servem a cidade do Rio de Janeiro. Administrado pela Infraero, teve seu nome alterado para Tom Jobim, em decreto de 1999, homenageando Antônio Carlos Jobim, compositor do "Samba do Avião", passando a se denominar "Aeroporto Internacional do Rio de Janeiro/Galeão – Antonio Carlos Jobim". 
O uso residencial do bairro do Galeão se restringe a Vilas Oficiais dos Militares e às comunidades da Vila Joaniza ou "Barbante" (surgida em 1984, que é a maior e está situada na estrada das Canárias), a do Caricó e a da Águia Dourada (de 1994).
No bairro do Galeão, fica o hospital municipal Nossa Senhora do Loreto, construído pela Aeronáutica, inaugurado em 1952, sendo incorporado 10 anos depois à rede hospitalar pública. A denominação, delimitação e codificação do bairro foram estabelecida pelo Decreto Nº 3 158, de 23 de julho de 1981, com alterações do Decreto Nº 5 280, de 23 de agosto de 1985.